# Betacixius maculosus
Betacixius maculosus är en insektsart som beskrevs av Tsaur 1991. Betacixius maculosus ingår i släktet Betacixius och familjen kilstritar. Inga underarter finns listade i Catalogue of Life.